# Tamchaket
Tamchaket ligger i Hodh El Gharbi, Mauretanien, och har 1.915 invånare (2000).